# Vécsi Szövetség

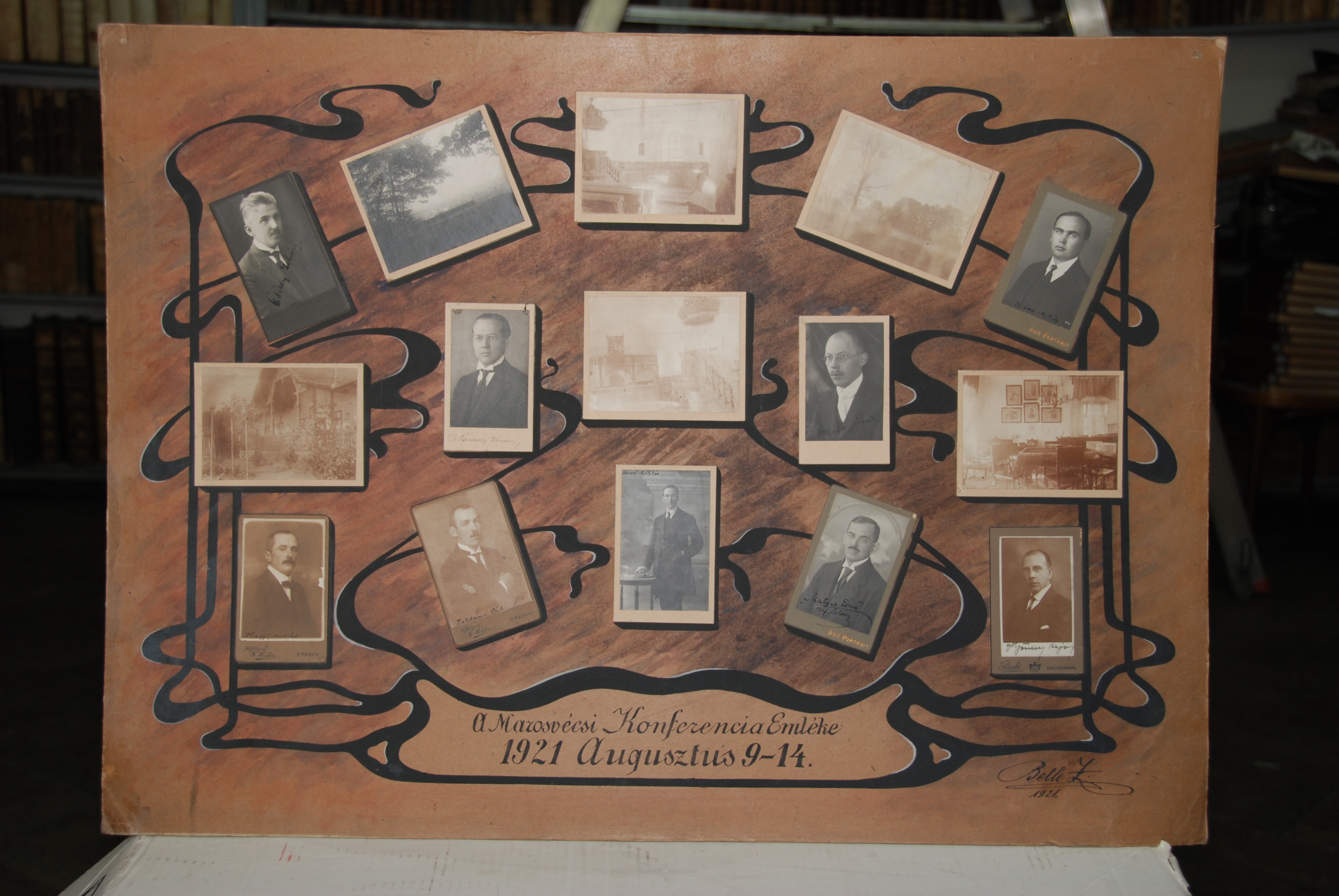
A Vécsi Szövetség 1921-es tablója

A Vécsi Szövetség egy erdélyi református lelkészekből álló belmissziói lelkületű csoportosulás volt, amely a trianoni döntést követően a kisebbségi sorba került erdélyi reformátusság lelki ébredését és épülését tűzte ki céljául. Nem tévesztendő össze a Helikon írócsoportjának 1926-től szervezett marosvécsi találkozóival. 

## Története
A Vécsi Szövetség első konferenciáját 1921. augusztus 9–14. között tartotta Marosvécsen. 12 református lelkipásztor kapott meghívást, de csak 9-en tudtak részt venni (ez a kilenc személy szerepel a szövetség 1921-es tablóján is: Csiky István, Gönczy Lajos, Hegyi András, Kósa Mihály, Makkai Sándor, Mátyás Ernő, Tavaszy Sándor, Torró Miklós, Zoltáni Pál). A szövetség az egyház lelki megújítására törekedett, tagjai olyan külföldön tanult erdélyi református lelkészek voltak, akik felismerték, hogy az egyház legfontosabb feladata az igehirdetés, döntő tisztsége a lelkipásztorság.

## Célkitűzései és programja
A Vécsi Szövetség alapkövetelményei között szerepelt:
- az egymás előtti őszinte helyzetkép-adás, elsősorban önmaguk, gyülekezetük, munkakörülményeik állapotáról,
- az egymásért való kölcsönös imádság,
- tényleges segítő munka valamelyik tagtársuk számára,
- közegyházi ügyekben, elvi kérésekben közösen kialakított álláspont képviselete,
- az erdélyi református anyaszentegyház evangéliumi, öntudatos kálvinista szellemben történő áthatása.

A szövetség később bővítette a taglétszámát, tagjai lehettek a Lelkész Egyesület tagjai is, azonban testületileg nem lépett be más szövetségekbe vagy egyesületekbe. A Vécsi Szövetség alapelve volt a bibliai megalapozottságú, imádságos életvitel és szolgálat, a komoly tudományos képzettség, egyaránt fontosnak tartotta az önképzést és továbbképzést, a tudományos és a gyakorlati érvek összhangját. Fontosnak tartották a lelkipásztori hivatástudat megerősítését, azt vallva, hogy a magyar református nép lelkét Jézus Krisztusnak csakis a lelkipásztor tiszta, evangéliumi hite és élete nyerheti meg.
Célkitűzéseik között szerepelt az egyházi, evangéliumi szellemű iratterjesztés ügyének fellendítése is. Újraindították az Út című lapot, újszövetségi gyakorlati kommentárt terveztek.
A Vécsi Szövetség programjában szerepelt:
- egységes gyülekezeti munkatervek kidolgozása,
- missziói munkaprogramokat összeállítása,
- az ifjúság lelkigondozása – védnökségük alatt jött létre az IKE,
- az egyházfegyelem helyreállítását, elsősorban magukon, ki-ki a saját gyülekezetében,
- presbiteri és konfirmációi káté szerkesztése
- lelkészi és presbiteri konferenciák megtartását, református nagyhetek szervezése

A konferenciák visszatérő témái:
- a résztvevőknek a hivatalos egyházhoz és más egyesületekhez fűződő viszonya,
- a szabad evangéliumi mozgalmakkal való együttműködés kérdései,
- az egyéni keresztyén életvitel,
- milyen a viszonyuk a teológiai tudományokkal,
- belmissziói lehetőségek és számadás arról, hogy hogyan nyerhető meg az erdélyi magyar nemzet Krisztusnak

## Hivatalos egyház kontra Vécsi Szövetség
A Vécsi Szövetség a lelki megújulás óhaja mellett egy új típusú egyházi kormányzást is szeretett volna, emiatt az 1930-as években nyílt ellentét alakult ki a szövetség és az egyházi vezetőség között. Nagy Károly püspök szolgálatát követően 1926-ban a szövetség kötelékéből került ki az új erdélyi református püspök Makkai Sándor személyében. Makkai és a szövetség között a kapcsolat hamar elhidegült. Ez utóbbi egyfajta kontrollcsoportként gyakran kritizálta Makkai püspöki túlkapásait. Az iratterjesztés központosításával az Út iratterjesztését a megszűnés fenyegette. Makkai Sándor püspöki programja a belmisszió fellendülését szolgálta, a szövetség tagjai attól féltek, hogy lélek nélkülivé teszi a hivatalos egyház a szövetség programját.
Szóba került a Vécsi Szövetség átszervezése, egyházkerületi egyesületté való kiterjesztése. Végül ez nem valósult meg, helyette 1936 őszén létrehozták a Lelkészértekezletet, amelynek titkára László Dezső lett. A Vécsi Szövetség 1936. július 16-ig tartotta rendszeres összejöveteleit, Vásárhelyi János püspöksége alatt azonban már csak formálisan létezett. 

## Jelentősége
A Vécsi Szövetség egyik jelentősége, hogy sarkallta a az egyházi közgondolkodás megtisztulását. Létrejöttével hangsúly került a teológiai igényességre is. Az 1920 utáni évtizedek erdélyi egyházi közéletnek a kiemelkedő személyiségei döntő többségben ebből a körből kerültek ki. A szövetség egyik nagy erénye, hogy a problémafelvetések és a helyzetkép felvázolása mellett megtalálta a megoldáshoz vezető gyakorlati utat és konkrét lépéseket tett efelé.
Mai kontextusban nézve ez a barátság egyben volt prevenció, motiváció, kohéziós erő. Építő módon kritizált, egyszerre segítette elő a közösséget és a párbeszédet, azaz a communiót és a kommunikációt.